# جلال یوکا
جلال یوکا (آلبانیایی: Xhelal Juka; ۵ آوریل ۱۹۲۶ – ۷ فوریهٔ ۲۰۱۲) بازیکن فوتبال اهل آلبانی بود.

وی همچنین در تیم ملی فوتبال آلبانی بازی کرده‌است.